# Margites modicus
Margites modicus är en skalbaggsart som beskrevs av Charles Joseph Gahan 1906. Margites modicus ingår i släktet Margites och familjen långhorningar. Inga underarter finns listade i Catalogue of Life.